# Коши, Паскаль
Паскаль Коши (фр. Pascal Cauchy; род. 18 июня 1961) — французский историк, профессор истории Института политических наук (Париж, Франция), атташе по академическому сотрудничеству Посольства Франции в России (2017—2020), первый директор Французского университетского колледжа в Москве.

## Биография
Родился 18 июня 1961 года. Историк по образованию, учился в Высшей школе социальных наук.
Научные интересы Коши связаны с изучением политической жизни Франции, политической и интеллектуальной истории, истории культуры, коммунизма и пост-коммунизма. Изучал историю и историографию Советского Союза и деятельность коммунистической партии Франции. Печатался в журналах, посвящённых социальным наукам («20 век, журнал по истории», «Коммунизм»). Сотрудничает с французскими издательствами.
Коши преподаёт в парижском Институте политических наук (Sciences Po). Коши — автор ряда научных работ, среди которых нескольких книг по истории Франции XX века:
- Il n’y a qu’un bourgeois pour avoir fait ça : L’affaire de Bruay-en-Artois, P.:Larousse, 2010),
- «L’élection d’un notable, Histoire de l’élection présidentielle de 1981» (P.:Vendémiaire, 2011, 2013),
- «Les six miliciens de Grenoble» (P.:Vendémiaire, 2015),

Подготовленный Коши сборник документов по современной истории Франции La France contemporaine de 1789 à nos jours был отмечен как лучшее издание на иностранном языке в рамках ежегодного конкурса «Университетская книга» в Екатеринбурге.
Научное становление Коши проходило под влиянием взглядов известного исследователя истории французского коммунизма Анни Крижель. Впоследствии Коши активно участвовал в работе ассоциации, созданной в ее память (L’association d'études et de recherches en sciences sociales «Annie Kriegel»). В 2006 году в журнале «les Cahiers d’histoire sociale» была опубликована статья Коши «Annie Kriegel et la Perestroïka : question de méthode», посвященная опыту работы историка с печатной прессой как одним из источников для анализа современных ему событий.
Был первым директором Французского университетского колледжа при МГУ.
Генеральный секретарь Международного комитета исторических наук (с 2006).
Атташе по академическому сотрудничеству посольства Французcкой республики в России (2017—2020).
Коши ведёт курс лекций на историческом факультете Московского государственного университета (с 2018 года по настоящее время).